# Буджак (езеро)
Вижте пояснителната страница за други значения на Буджак.
Буджак или Гърлица е езеро покрай брега на Дунав в Северна Добруджа, днес Румъния. Намира в близост до Силистра и непосредствено до едноименното село, като водите му преливат от Дунав при високи нива на реката. 
Езерото, подобно на Сребърна, се намира на най-важния път за миграция за водолюбивите птици (и по-специално на къдроглавия пеликан), поради което водната площ с околностите му са обявени за природен резерват.
На самия бряг на езеро, откъм Дунав, се намира едноименното село Буджак, а в близост до езерото са и селата Гърлица и Галица.